# Lars Hielscher
Lars Hielscher (* 9. Mai 1979 in Hannover) ist ein ehemaliger deutscher Tischtennisspieler. Er war sechsmal Deutscher Meister im Herren-Doppel und gewann 2000 mit Thomas Keinath die Bronzemedaille im Herren-Doppel bei den Europameisterschaften. 2002 wurde er Vizeeuropameister mit der deutschen Nationalmannschaft.

## Karriere
Zunächst widmete sich Hielscher dem Tennissport, wo er als Fünfjähriger einen Bezirksmeistertitel errang. Als Siebenjähriger entdeckte er beim TTC Bredenbeck das Tischtennis. Nach ersten Erfolgen wechselte er 1990 zum TTC Helga Hannover. Über die Stationen VfL Hameln (ab 1992) und Eintracht Leer (ab 1996) kam er 1999 erstmals zum TTC Jülich, den er 2001 Richtung Borussia Düsseldorf verließ. Nachdem er mit den Düsseldorfern die Deutsche Mannschaftsmeisterschaft gewonnen hatte, wechselte Hielscher 2003 nach Jülich zurück. Von 2007 bis 2011 spielte er für Werder Bremen in der DTTL.
Hielscher nahm an mehreren Europameisterschaften und Weltmeisterschaften sowie (im Doppel) an den Olympischen Spielen 2004 teil. Als er im März 2016 offiziell aus der Nationalmannschaft verabschiedet wurde, hatte er 22 Länderspiele absolviert.
Anfang 2000 wurde Hielscher mit dem Fairplay-Preis des Swaythling Club International ausgezeichnet, weil er bei der Deutschen Meisterschaft 2000 in Magdeburg im Spiel gegen Fabian Moritz beim Stande von 19:20 einen Kantenball des Gegners anzeigte, den der Schiedsrichter übersehen hatte.
Hielscher gewann 2010 zusammen mit Bastian Steger erstmals den Titel bei den deutschen Meisterschaften im Doppel. Nach einer von Verletzungen geprägten Saison 2010/11 verließ er seinen langjährigen Club Werder Bremen in Richtung TTC Ruhrstadt Herne. Als dieser seine Mannschaft während der Saison 2012/13 aus der Bundesliga abmeldete, wechselte Hielscher zu Post SV Mühlhausen.
2013 begann er eine Trainerausbildung und hilft bei Bedarf als DTTB-Assistenztrainer aus. Nach der Saison 2016/17 beendete er seine Profikarriere, wechselte als Spieler zum Drittligisten SV Union Velbert und nahm als Trainer eine Tätigkeit im DTTZ auf.

## Erfolge
- Gewinner Brasil Open 2011 im Herren-Doppel (mit Bastian Steger)
- Vizeeuropameister mit der Herren-Mannschaft: 2002
- Dritter der Europameisterschaften im Herren-Doppel: 2000 (mit Thomas Keinath)
- Deutscher Mannschaftsmeister der Herren: 2003 (mit Borussia Düsseldorf)
- Deutscher Meister im Herren-Doppel: 1999 (mit Timo Boll), 2002 (mit Torben Wosik), 2006, 2011, 2012, 2014 (mit Bastian Steger)
- Deutscher Vizemeister im Herren-Einzel: 2004
- Deutscher Vizemeister im Herren-Doppel: 2000 (mit David Daus), 2001 (mit Jörg Roßkopf)
- Deutscher Vizemeister im Gemischten Doppel: 2000 (mit Judith Hanselka)
- Dritter der Deutschen Meisterschaften im Herren-Einzel: 2005, 2008
- Dritter der Deutschen Meisterschaften im Herren-Doppel: 2004 (mit Thomas Theissmann), 2005 (mit Jörg Roßkopf)
- Sieger Bundesranglistenturnier der Herren: 2004
- Dritter Bundesranglistenturnier der Herren: 2003, 2005
- Norddeutscher Meister im Herren-Einzel: 1997, 1998, 1999
- Norddeutscher Meister im Herren-Doppel: 1999 (mit Sven Hielscher)
- Norddeutscher Meister im Gemischten Doppel: 1997 (mit Melanie Wenzel), 1998 (mit Nicole Delle)
- Westdeutscher Meister im Herren-Einzel: 2000, 2002, 2004, 2005
- Westdeutscher Meister im Herren-Doppel: 2000 (mit Li Yuxiang), 2002, 2003 und 2005 (mit Bastian Steger), 2006 (mit David Daus)
- Niedersachsenmeister im Herren-Einzel: 1997
- Niedersachsenmeister im Herren-Doppel: 1999 (mit Sven Hielscher)
- Niedersachsenmeister im Gemischten Doppel: 1995 (mit Melanie Wenzel), 1999 (mit Nicole Delle)
- Deutscher Meister im Junioren-Einzel: 1998, 1999, 2000
- Deutscher Meister im Junioren-Doppel: 1999 (mit Markus Lietzau)
- Deutscher Meister im Junioren-Mixed: 1999 (mit Nadine Bollmeier)
- Deutscher Vizemeister im Junioren-Einzel: 1997
- Deutscher Vizemeister im Junioren-Doppel: 2000 (mit Thomas Brosig)
- Deutscher Vizemeister im Junioren-Mixed: 1998 (mit Nicole Delle)
- Dritter der Deutschen Meisterschaften im Junioren-Doppel: 1998 (mit Sven Hielscher)
- Europameister mit der Jungen-Mannschaft: 1995, 1996
- Dritter der Europameisterschaften im Schüler-Doppel: 1993 (mit Benjamin Gerold)
- Deutscher Meister im Jungen-Einzel: 1995, 1996
- Deutscher Vizemeister im Jungen-Doppel: 1996 (mit Markus Lietzau)
- Dritter der Deutschen Meisterschaften im Jungen-Doppel: 1994 (mit Benjamin Gerold)
- Dritter der Deutschen Meisterschaften im Jugend-Mixed: 1995 (mit Melanie Wenzel)
- Norddeutscher Meister im Jungen-Doppel: 1995 (mit Markus Lietzau)
- Norddeutscher Meister im Jugend-Mixed: 1993, 1995 (jeweils mit Melanie Wenzel)
- Deutscher Meister im Schüler-Doppel: 1993 (mit Benjamin Gerold)
- Deutscher Meister im Schüler-Mixed: 1993 (mit Melanie Wenzel)
- Dritter der Deutschen Meisterschaften im Schüler-Doppel: 1992 (mit Thomas Schröder)
- Norddeutscher Meister im Schüler-Einzel: 1992
- Norddeutscher Meister im Schüler-Doppel: 1992 (mit Jan Hoppenworth)
- Norddeutscher Meister im Schüler-Mixed: 1992 (mit Melanie Wenzel)

## Privat
Lars Hielscher besuchte ein Gymnasium und schloss mit dem Abitur ab. Sein Bruder Sven (* 8. Mai 1977) spielte 1996 mit ihm zusammen in der 2. Bundesligamannschaft von Eintracht Leer. Seit Mitte 2018 ist Lars Hielscher verheiratet.

## Turnierergebnisse
| Verband | Veranstaltung                         | Jahr | Ort             | Land | Einzel        | Doppel        | Mixed         | Team |
| ------- | ------------------------------------- | ---- | --------------- | ---- | ------------- | ------------- | ------------- | ---- |
| GER     | Europameisterschaft                   | 2003 | Courmayeur      | ITA  |               |               | Viertelfinale |      |
| GER     | Europameisterschaft                   | 2002 | Zagreb          | HRV  |               |               |               | 2    |
| GER     | Europameisterschaft                   | 2000 | Bremen          | GER  |               | Halbfinale    |               |      |
| GER     | Jugend-Europameisterschaft (Junioren) | 1996 | Frydek-Mistek   | CZE  |               |               |               | 1    |
| GER     | Jugend-Europameisterschaft (Junioren) | 1995 | Den Haag        | NED  |               |               |               | 1    |
| GER     | Olympische Spiele                     | 2004 | Athen           | GRE  |               | letzte 32     |               |      |
| GER     | Pro Tour                              | 2013 | Olomouc         | CZE  | letzte 32     |               |               |      |
| GER     | Pro Tour                              | 2013 | Wels            | AUT  | letzte 64     |               |               |      |
| GER     | Pro Tour                              | 2012 | Poznań          | POL  | letzte 32     |               |               |      |
| GER     | Pro Tour                              | 2012 | Velenje         | SLO  | letzte 64     |               |               |      |
| GER     | Pro Tour                              | 2011 | Stockholm       | SWE  | letzte 64     |               |               |      |
| GER     | Pro Tour                              | 2011 | Rio de Janeiro  | BRA  | letzte 32     | Gold          |               |      |
| GER     | Pro Tour                              | 2010 | New Delhi       | IND  | letzte 16     | letzte 16     |               |      |
| GER     | Pro Tour                              | 2010 | Velenje         | SVN  | letzte 64     |               |               |      |
| GER     | Pro Tour                              | 2009 | Sheffield       | ENG  | letzte 64     |               |               |      |
| GER     | Pro Tour                              | 2009 | Wakayama        | JPN  | letzte 32     | Viertelfinale |               |      |
| GER     | Pro Tour                              | 2009 | Su Zhou         | CHN  | letzte 32     | Halbfinale    |               |      |
| GER     | Pro Tour                              | 2009 | Bremen          | GER  | letzte 64     | letzte 16     |               |      |
| GER     | Pro Tour                              | 2009 | Doha            | QAT  | letzte 64     | letzte 16     |               |      |
| GER     | Pro Tour                              | 2009 | Frederikshavn   | DEN  | letzte 64     |               |               |      |
| GER     | Pro Tour                              | 2009 | Frederikshavn   | DEN  |               | letzte 16     |               |      |
| GER     | Pro Tour                              | 2008 | Warschau        | POL  | letzte 64     | Viertelfinale |               |      |
| GER     | Pro Tour                              | 2008 | Berlin          | GER  | letzte 16     |               |               |      |
| GER     | Pro Tour                              | 2008 | Salzburg        | AUT  | letzte 64     |               |               | 5    |
| GER     | Pro Tour                              | 2008 | Singapur        | SIN  | letzte 64     |               |               |      |
| GER     | Pro Tour                              | 2008 | Daejeon         | KOR  | letzte 64     | letzte 16     |               |      |
| GER     | Pro Tour                              | 2008 | Velenje         | SVN  | letzte 64     |               |               |      |
| GER     | Pro Tour                              | 2006 | Jeonju          | KOR  | letzte 32     | Silber        |               |      |
| GER     | Pro Tour                              | 2006 | Kuwait City     | KUW  | letzte 32     |               |               |      |
| GER     | Pro Tour                              | 2006 | Doha            | QAT  | letzte 32     |               |               |      |
| GER     | Pro Tour                              | 2005 | Göteborg        | SWE  | letzte 32     | letzte 16     |               |      |
| GER     | Pro Tour                              | 2005 | Magdeburg       | GER  | letzte 64     |               |               |      |
| GER     | Pro Tour                              | 2005 | Yokohama        | JPN  | letzte 64     | letzte 16     |               |      |
| GER     | Pro Tour                              | 2005 | Shenzhen        | CHN  | letzte 32     |               |               |      |
| GER     | Pro Tour                              | 2005 | Doha            | QAT  | Viertelfinale | Viertelfinale |               |      |
| GER     | Pro Tour                              | 2005 | Zagreb          | HRV  | letzte 32     |               |               |      |
| GER     | Pro Tour                              | 2004 | Wels            | AUT  | letzte 16     |               |               |      |
| GER     | Pro Tour                              | 2004 | Leipzig         | GER  | letzte 64     |               |               |      |
| GER     | Pro Tour                              | 2004 | Aarhus          | DEN  | letzte 32     | Viertelfinale |               |      |
| GER     | Pro Tour                              | 2004 | Warschau        | POL  | letzte 32     | Viertelfinale |               |      |
| GER     | Pro Tour                              | 2004 | Kobe            | JPN  | letzte 32     | letzte 16     |               |      |
| GER     | Pro Tour                              | 2004 | Changchun       | CHN  | letzte 32     | letzte 16     |               |      |
| GER     | Pro Tour                              | 2004 | Pyeongchang     | KOR  | letzte 32     | letzte 16     |               |      |
| GER     | Pro Tour                              | 2004 | Kairo           | EGY  | letzte 16     | Halbfinale    |               |      |
| GER     | Pro Tour                              | 2004 | Athen           | GRE  | letzte 64     |               |               |      |
| GER     | Pro Tour                              | 2004 | Kroatien        | HRV  | letzte 16     | letzte 16     |               |      |
| GER     | Pro Tour                              | 2003 | Malmö           | SWE  | letzte 16     |               |               |      |
| GER     | Pro Tour                              | 2003 | Aarhus          | DEN  | letzte 64     | letzte 16     |               |      |
| GER     | Pro Tour                              | 2003 | Kobe            | JPN  | letzte 64     |               |               |      |
| GER     | Pro Tour                              | 2003 | Guangzhou       | CHN  | letzte 32     |               |               |      |
| GER     | Pro Tour                              | 2003 | Kroatien        | HRV  | letzte 64     |               |               |      |
| GER     | Pro Tour                              | 2002 | Farum           | DEN  | letzte 32     | letzte 16     |               |      |
| GER     | Pro Tour                              | 2002 | Warschau        | POL  | letzte 32     | letzte 16     |               |      |
| GER     | Pro Tour                              | 2002 | Eindhoven       | NED  | letzte 32     | letzte 16     |               |      |
| GER     | Pro Tour                              | 2002 | Fort Lauderdale | USA  | letzte 64     |               |               |      |
| GER     | Pro Tour                              | 2002 | Courmayeur      | ITA  | letzte 32     | Silber        |               |      |
| GER     | Pro Tour                              | 2002 | Wels            | AUT  | letzte 64     | letzte 16     |               |      |
| GER     | Pro Tour                              | 2001 | Farum           | DEN  | letzte 32     | Scratched     |               |      |
| GER     | Pro Tour                              | 2001 | Skövde          | SWE  |               | letzte 16     |               |      |
| GER     | Pro Tour                              | 2001 | Rotterdam       | NED  | letzte 64     | Halbfinale    |               |      |
| GER     | Pro Tour                              | 2001 | Bayreuth        | GER  | letzte 64     | Halbfinale    |               |      |
| GER     | Pro Tour                              | 2001 | Yokohama        | JPN  | letzte 16     | letzte 16     |               |      |
| GER     | Pro Tour                              | 2001 | Seoul           | KOR  | letzte 32     | letzte 16     |               |      |
| GER     | Pro Tour                              | 2001 | Zagreb          | HRV  | letzte 64     | Rd 1          |               |      |
| GER     | Pro Tour                              | 2001 | Chatham         | ENG  |               | Halbfinale    |               |      |
| GER     | Pro Tour                              | 2000 | Farum           | DEN  | letzte 32     | Viertelfinale |               |      |
| GER     | Pro Tour                              | 2000 | Umeå            | SWE  |               | letzte 16     |               |      |
| GER     | Pro Tour                              | 2000 | Toulouse        | FRA  | Rd 1          | letzte 16     |               |      |
| GER     | Pro Tour                              | 2000 | Chang Chun City | CHN  | letzte 32     | letzte 16     |               |      |
| GER     | Pro Tour                              | 1999 | Lievin          | FRA  |               | letzte 16     |               |      |
| GER     | Pro Tour                              | 1999 | Bremen          | GER  |               | letzte 16     |               |      |
| GER     | Pro Tour                              | 1999 | Guilin          | CHN  | letzte 16     | Viertelfinale |               |      |
| GER     | Pro Tour                              | 1999 | Hopton-on-Sea   | ENG  | letzte 32     |               |               |      |
| GER     | Pro Tour                              | 1998 | Courmayeur      | ITA  | Rd 1          |               |               |      |
| GER     | Pro Tour                              | 1998 | Jinan City      | CHN  | Rd 1          | Rd 1          |               |      |
| GER     | Pro Tour                              | 1997 | Kalmar          | SWE  |               | Rd 1          |               |      |
| GER     | Pro Tour                              | 1997 | Kettering       | ENG  |               | Viertelfinale |               |      |
| GER     | Pro Tour Grand Finals                 | 2009 | Macau           | MAC  |               | Halbfinale    |               |      |
| GER     | Weltmeisterschaft                     | 2005 | Shanghai        | CHN  | letzte 128    | letzte 32     | letzte 64     |      |
| GER     | Weltmeisterschaft                     | 2003 | Paris           | FRA  | letzte 32     | letzte 32     | letzte 32     |      |
| GER     | Weltmeisterschaft                     | 2001 | Osaka           | JPN  | letzte 32     | letzte 16     | letzte 128    | 7    |